# Frimurarhemmet

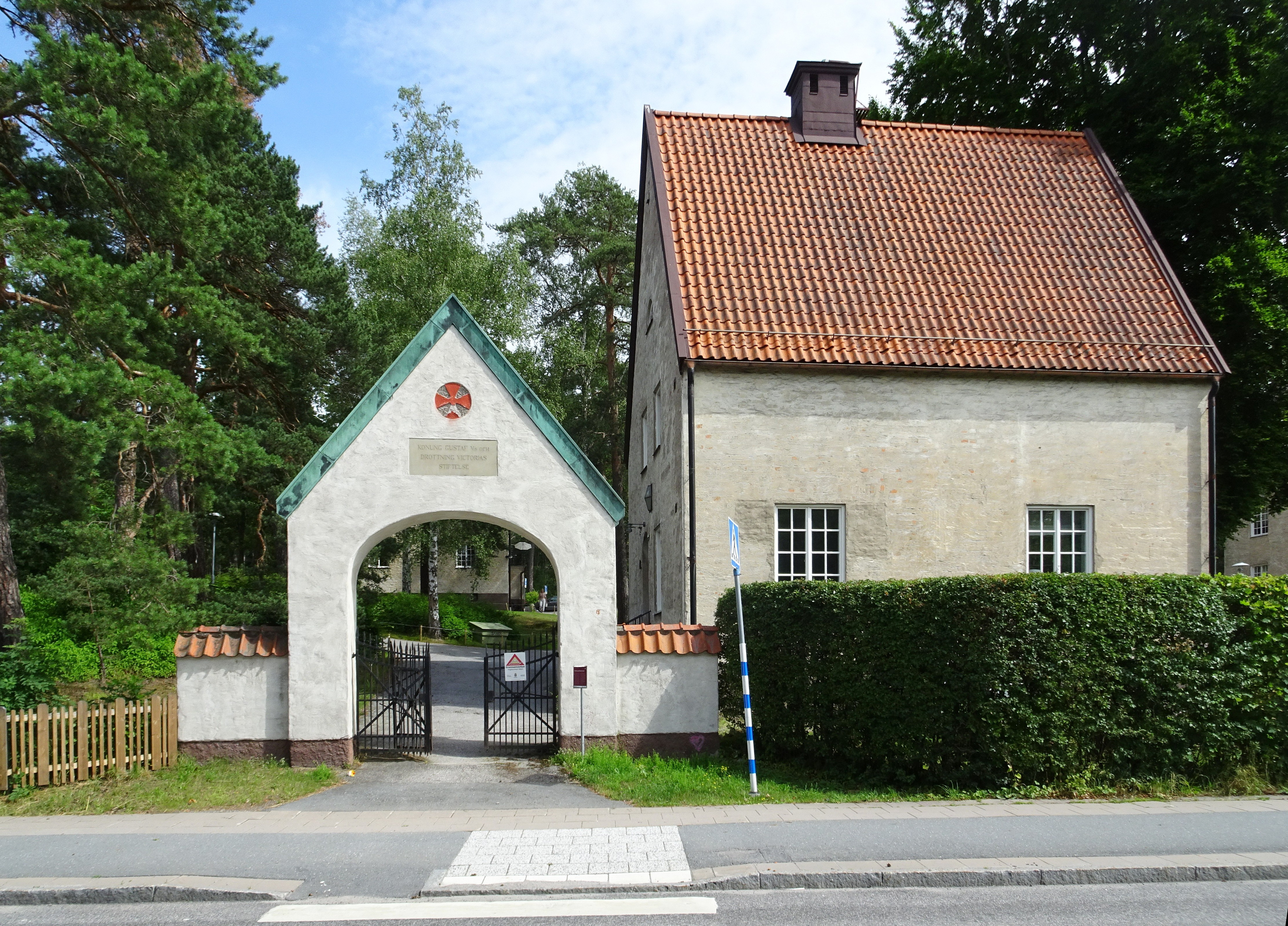
Portalen till Frimurarhemmets område och L-huset, juli 2021.

Frimurarhemmet (ibland stavat Frimurarehemmet) ligger vid Läroverksvägen 27–31 i kommundelen Hersby i Lidingö kommun. Anläggningen, som ritades av arkitekt Ludwig Peterson, består av elva byggnader där den första stod inflyttningsklar 1912. Äldre frimurare och deras anhöriga från hela Sverige hade möjlighet att söka bostad här. Sedan år 2007 ägs bebyggelsen av bostadsrättsföreningen Frimuraren 13 som bildades 2005. Fastigheten Frimuraren 13 hör till kommunens kulturhistoriskt värdefulla områden.

## Historik

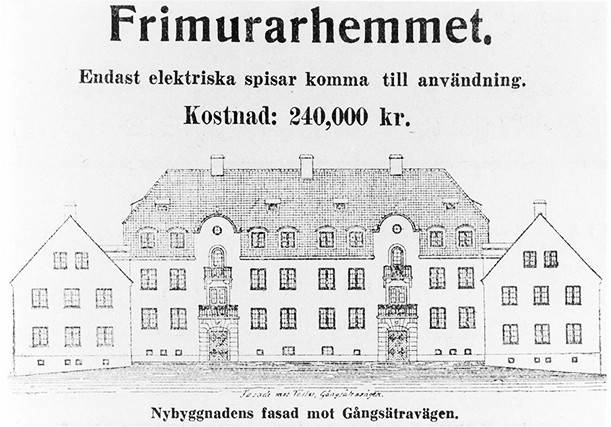
Reklamblad från 1928.
På bilden syns "slottets" fasad.

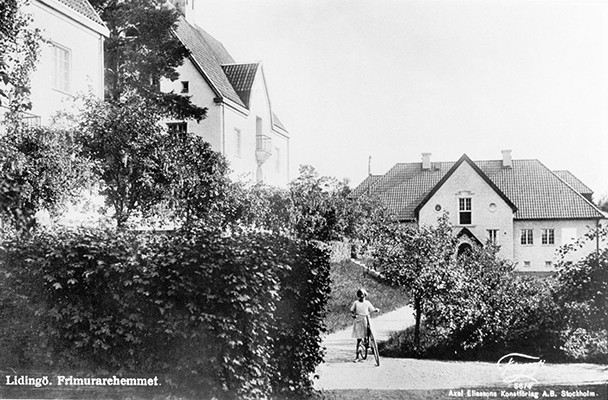
Vykort från 1940-talet.

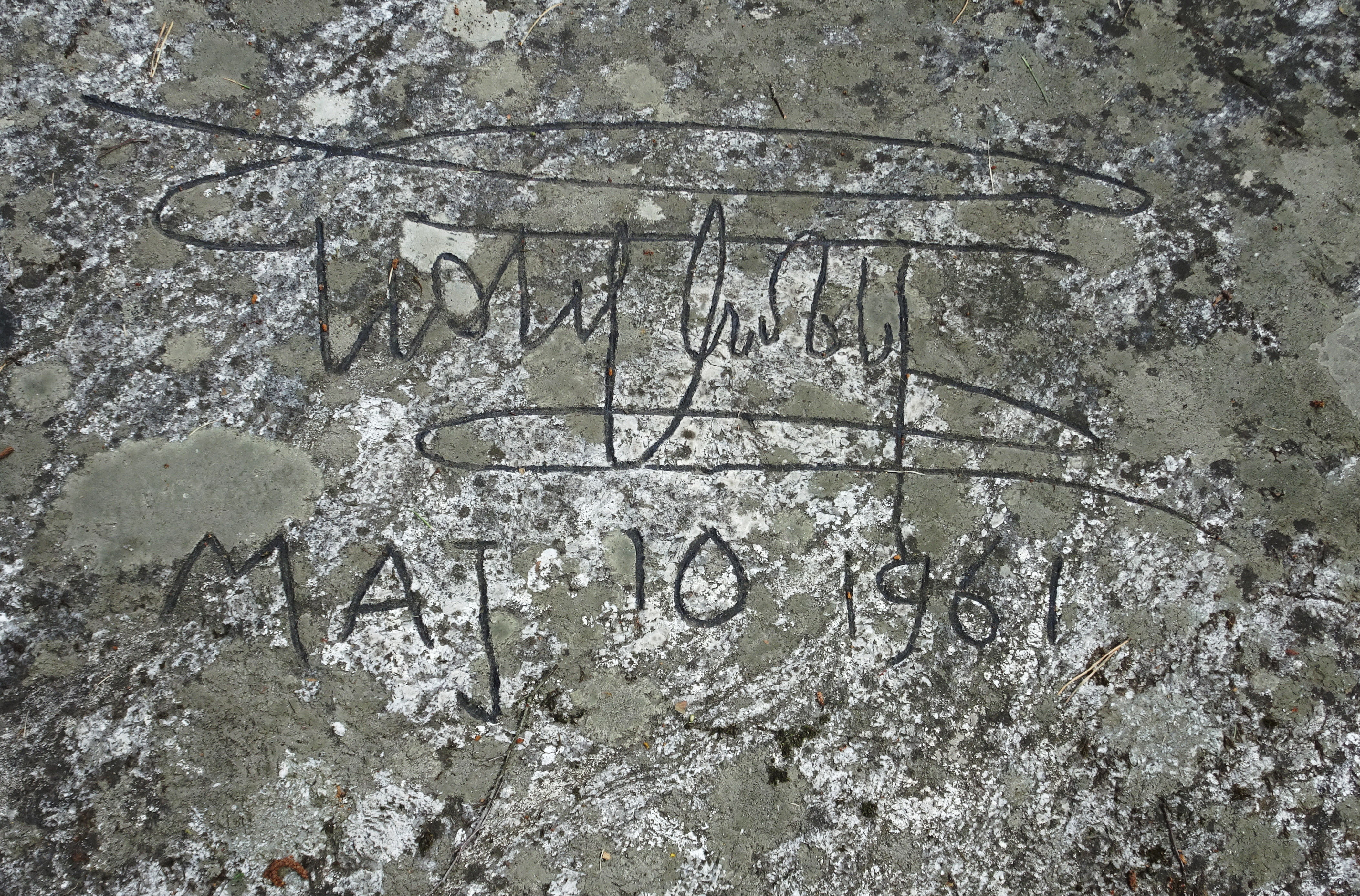
Gustav VI Adolfs namnteckning på en berghäll framför "slottet", 10 maj 1961.

I början av 1900-talet, när Sveriges sociala välfärd ännu inte var utbyggd, föddes inom Svenska Frimurare Orden idén att skapa bostäder för äldre frimurare som var i behov av ekonomiskt stöd. Bakom projektet samlades bland andra hovpredikant Henrik Afzelius, arkitekt Ludwig Peterson och bankmannen Georg Strandberg, samtliga tre frimurare. År 1910 tog de, efter dansk förebild, initiativet till bygget av Frimurarhemmet på Lidingö. Efter kort tid hade de samlat ihop en större penningsumma och vann även ordens stormästare, kung Gustaf V, för projektet. 
År 1911 bildades Föreningen för konung Gustaf V:s och drottning Victorias Stiftelse Frimurarhemmet i Lidingö. Kungen fastställde stadgarna och medgav att stiftelsen fick bära hans och drottningens namn. Den 11 000 m² stora tomten vid västra sluttningen av Mosstorpsberget skänktes av Hjalmar Arwin, grundare av Lidingö villastad, och ritningarna upprättades kostnadsfritt av arkitekt Ludwig Peterson som även övervakade bygget. Övrig finansiering av projektet och framtida driften skedde genom bidrag och donationer från ordensbröder i Svenska Frimurarorden.
Tanken bakom hemmet var att inget skulle påminna om en ”inrättning” av konventionell typ. Det skulle inte finnas gemensam samlingssal, särskilda föreskrifter eller gemensamma måltider. Det hela skulle likna trevliga privathus, eller ”paviljonger”, som de kallades, med hyresgäster, som med varandra hade ingen annan kontakt än den de själva önskade. 
År 1911 började byggarbetena och året därpå stod A-huset, längst i norr, inflyttningsklart. Under de nästkommande 40 åren förvärvades ytterlige mark och föreningen lät uppföra successivt fler byggnader, totalt elva paviljonger med 86 lägenheter. De första åtta paviljongerna gestaltades av Ludwig Peterson i nationalromantisk stil med fasader av slammat tegel och branta tegeltäckta sadeltak samt småspröjsade fönster. Husen inrymde en-, två- och trerumslägenheter med kök. Till en början var det kostnadsfritt att bo i lägenheterna, men senare tog man ut en blygsam avgift. G-huset kallas ”slottet”, det blev något större och har två flygelbyggnader. De tre sist byggda husen uppfördes på 1950-talet och avviker exteriört med sina röda tegelfasader.
Områdets ursprungliga entré markerades av en portal som pryds av det röda frimurarkorset och en minnestavla med texten ”Konung Gustaf V:s och drottning Victorias Stiftelse”. Vägarna i omgivningen fick namn som anknyter till Svenska Frimurare Orden, bland dem Frimurarvägen, Stormästarvägen, Banérförarvägen och Korsfararvägen. Till stiftelsens 50-årsjubileum den 10 maj 1961 besöktes anläggningen av kung Gustav VI Adolf som var stormästare 1950–1973. Han lämnade sin namnteckning på en berghäll framför G-huset.

### Frimurarhemmets vidare öden
I mitten av 1980-talet förvärvades fastigheten av kommunägda Lidingöhem som lät genomföra omfattande renoveringsarbeten och en del tillbyggnader. År 2007 såldes fastigheten vidare till bostadsrättsföreningen ”Frimuraren 13” som idag äger samtliga 88 lägenheter.

### Frimurarestiftelsen
Konung Gustaf V:s och drottning Victorias Frimurarestiftelse existerar fortfarande. Stiftelsens huvudsakliga uppgift är att driva hjälpverksamhet bland behövande, i första hand för äldre människor och att främja vetenskaplig forskning, främst till förmån för åldringsvården. Stiftelsen mottar varje år ansökningar från forskare, ideella organisationer och enskilda med begäran om medel för verksamhet som ligger inom ramen för stiftelsens uppgifter. Sedan 2018 är drottning Silvia Frimurarestiftelsens höga beskyddare.

### Nutida bilder

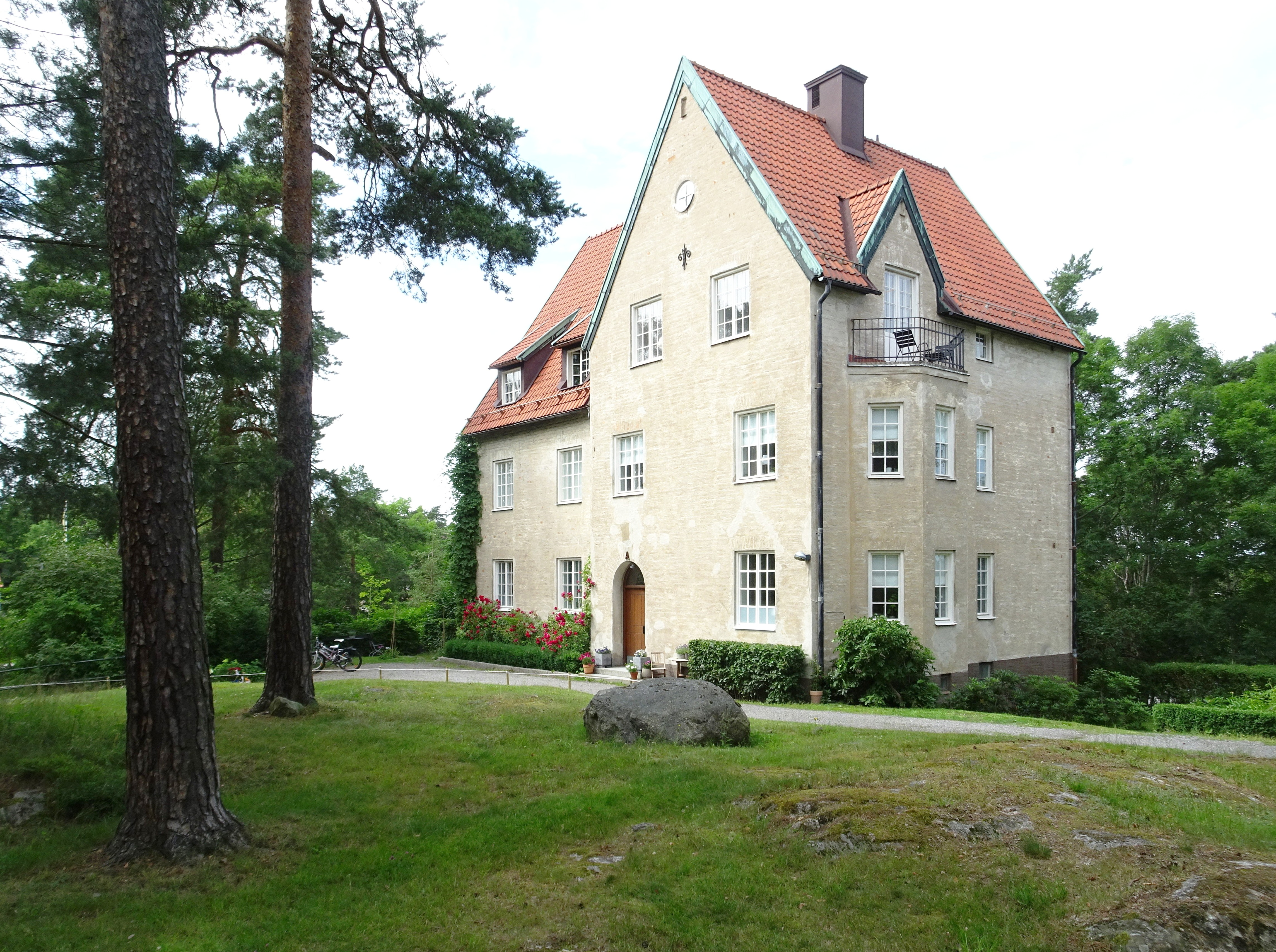
A-huset från 1912.
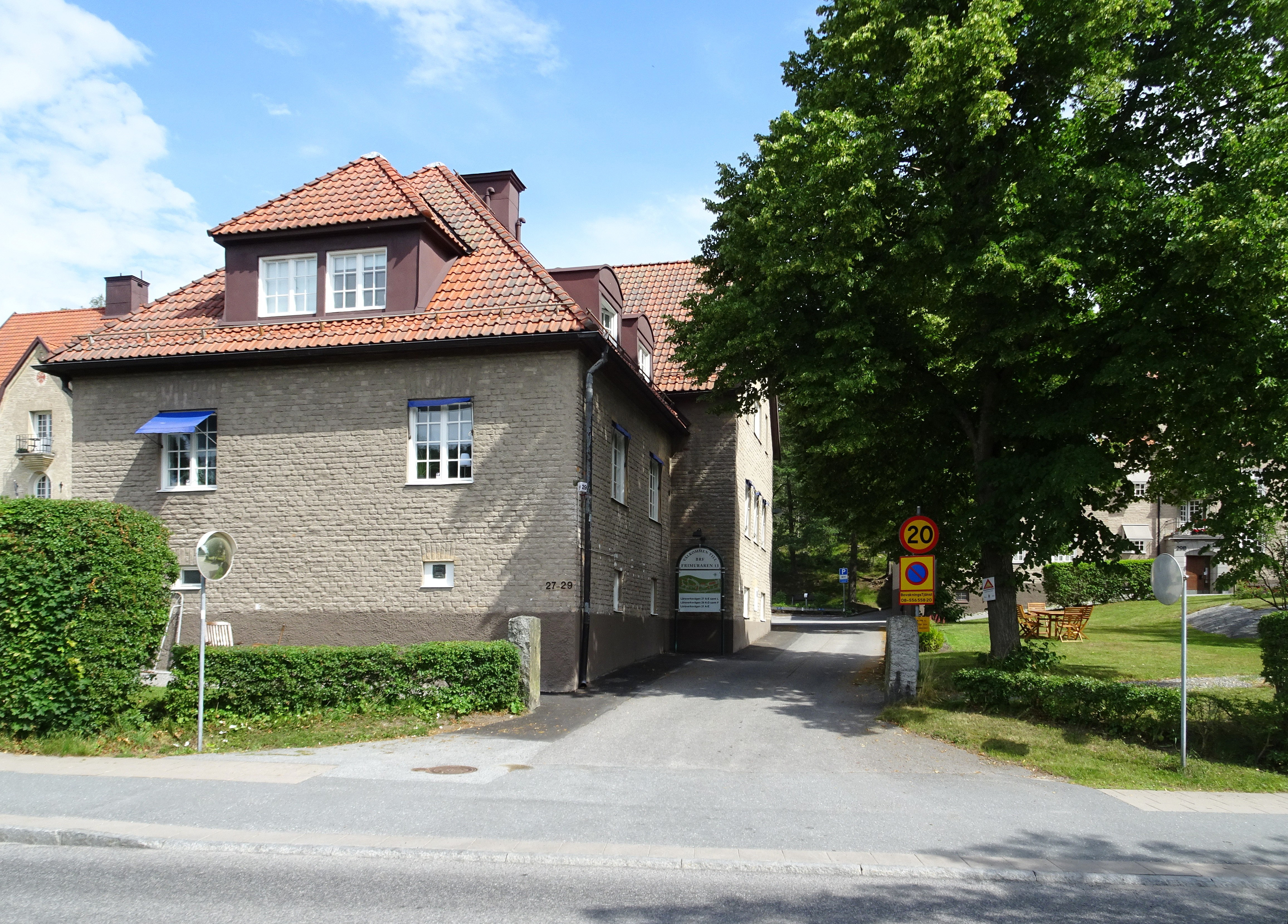
F-huset från 1924.
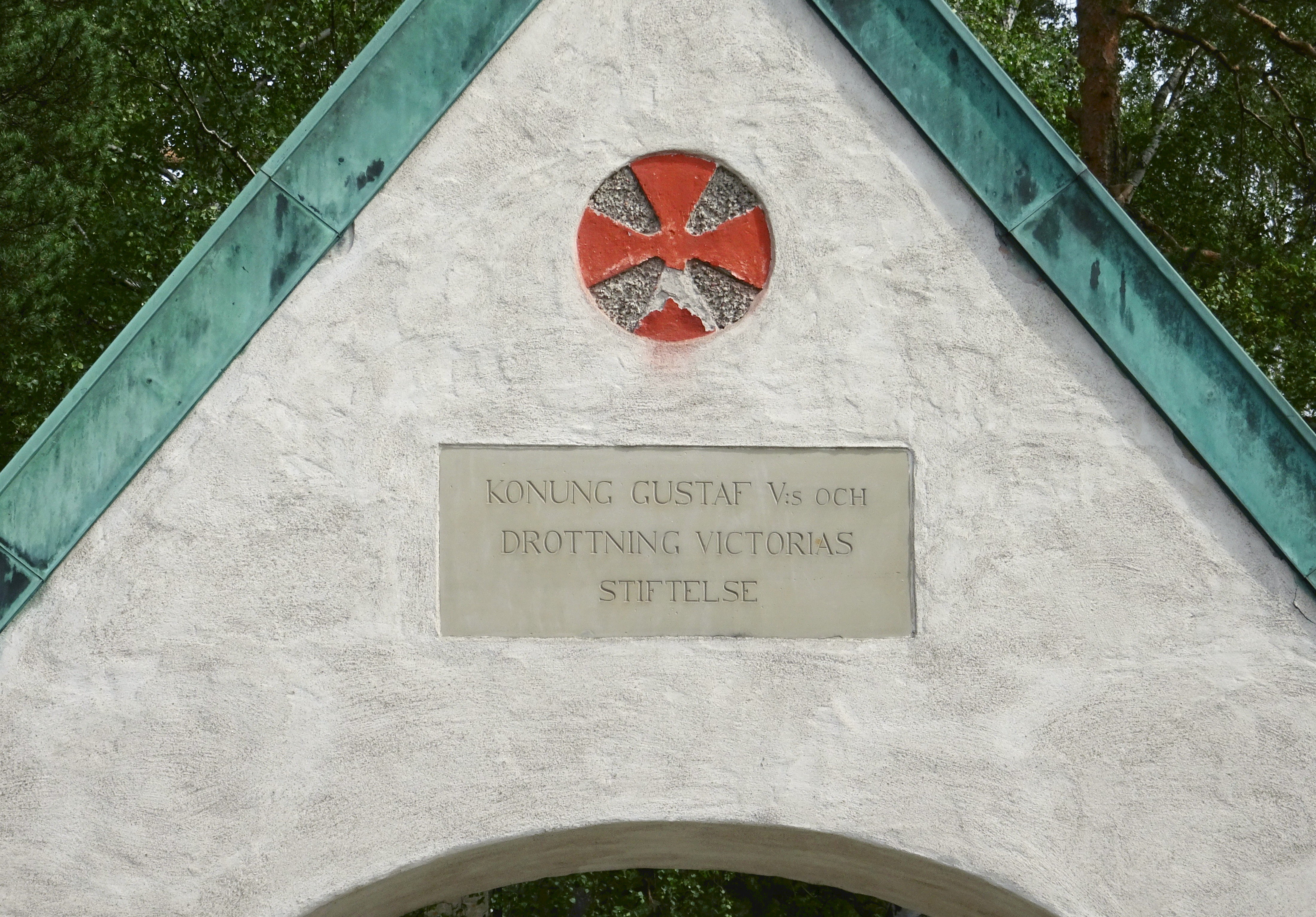
Portal, detalj.
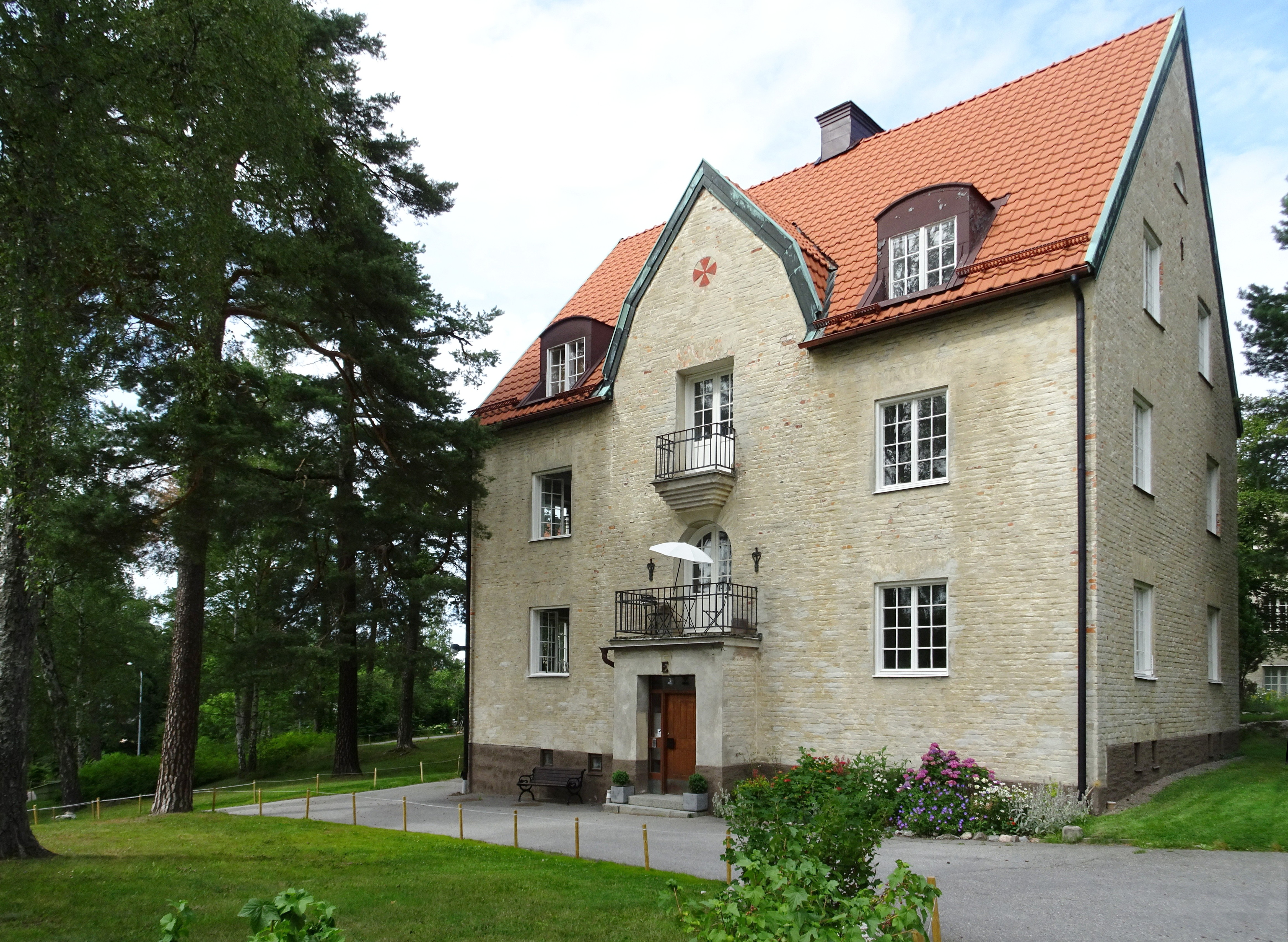
E-huset.
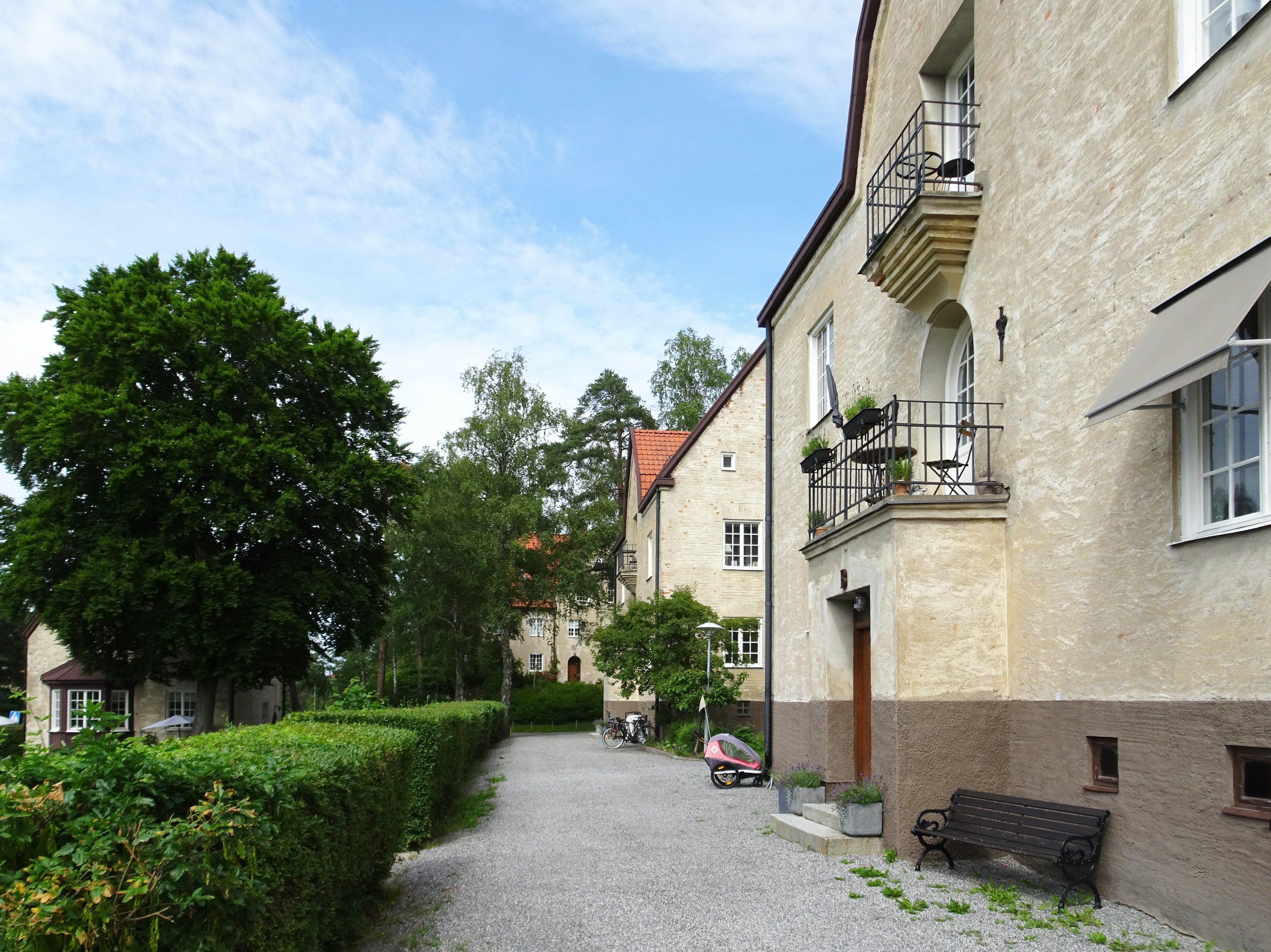
B- och C-huset.

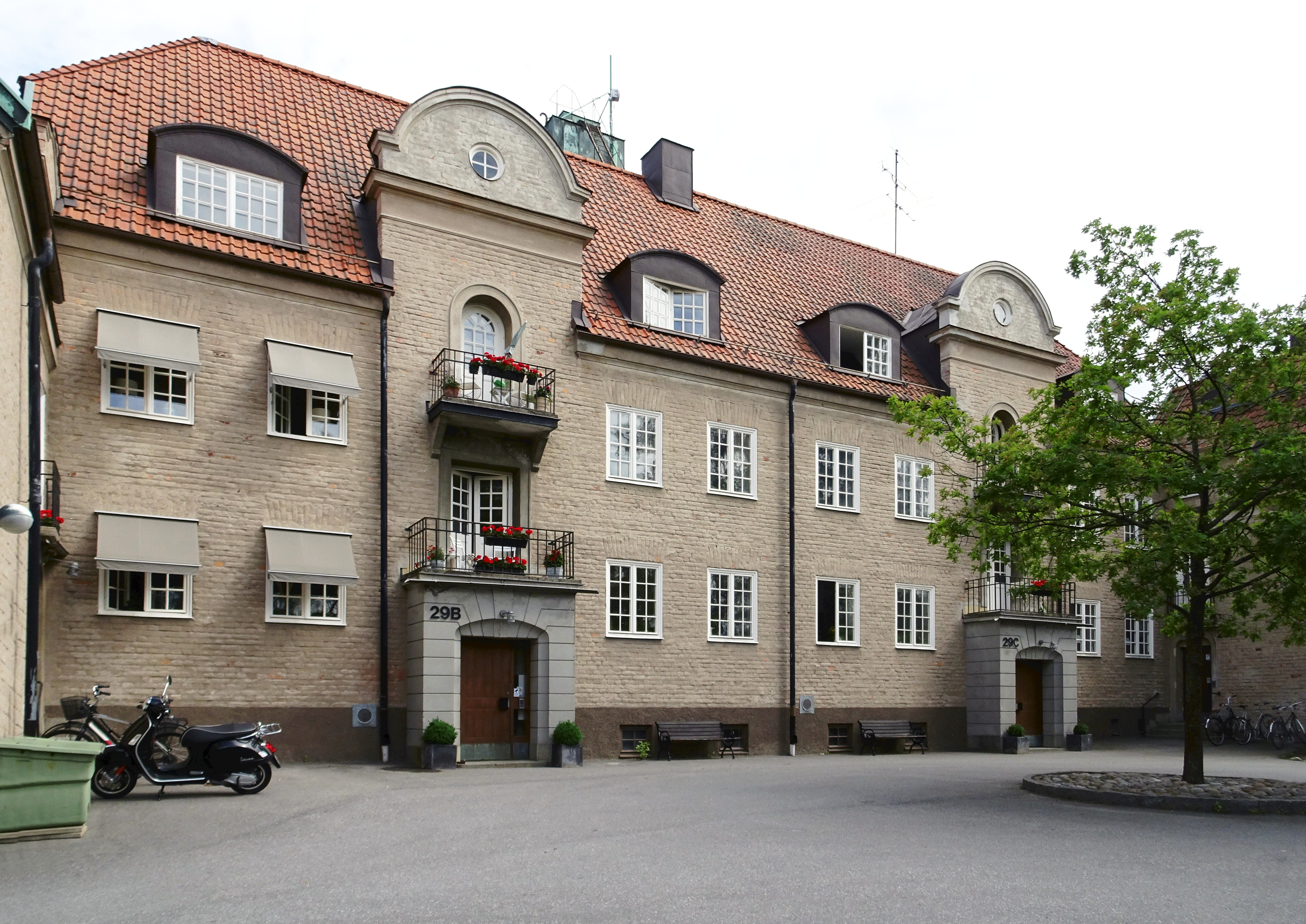
G-huset "slottet" från 1928.
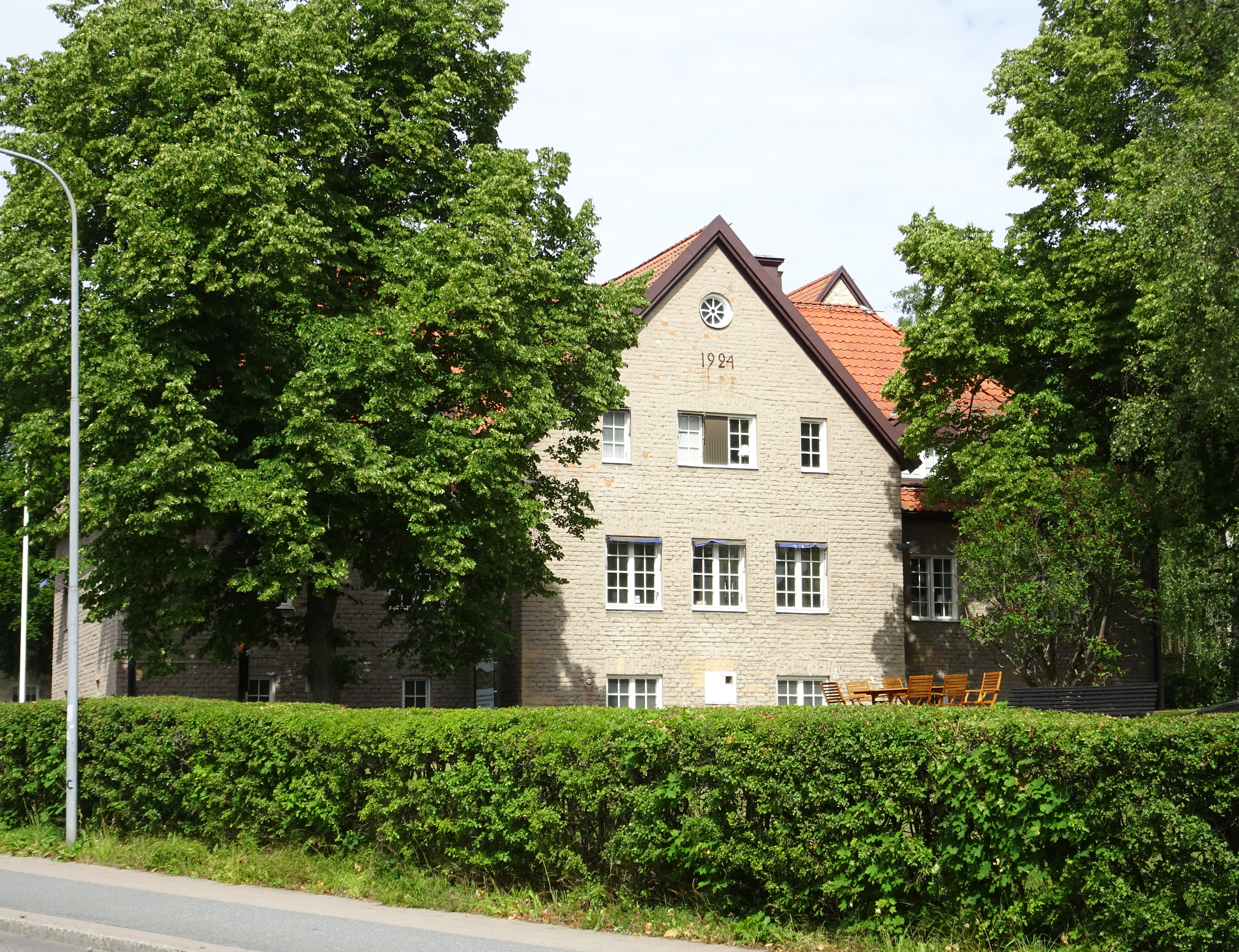
F-huset.
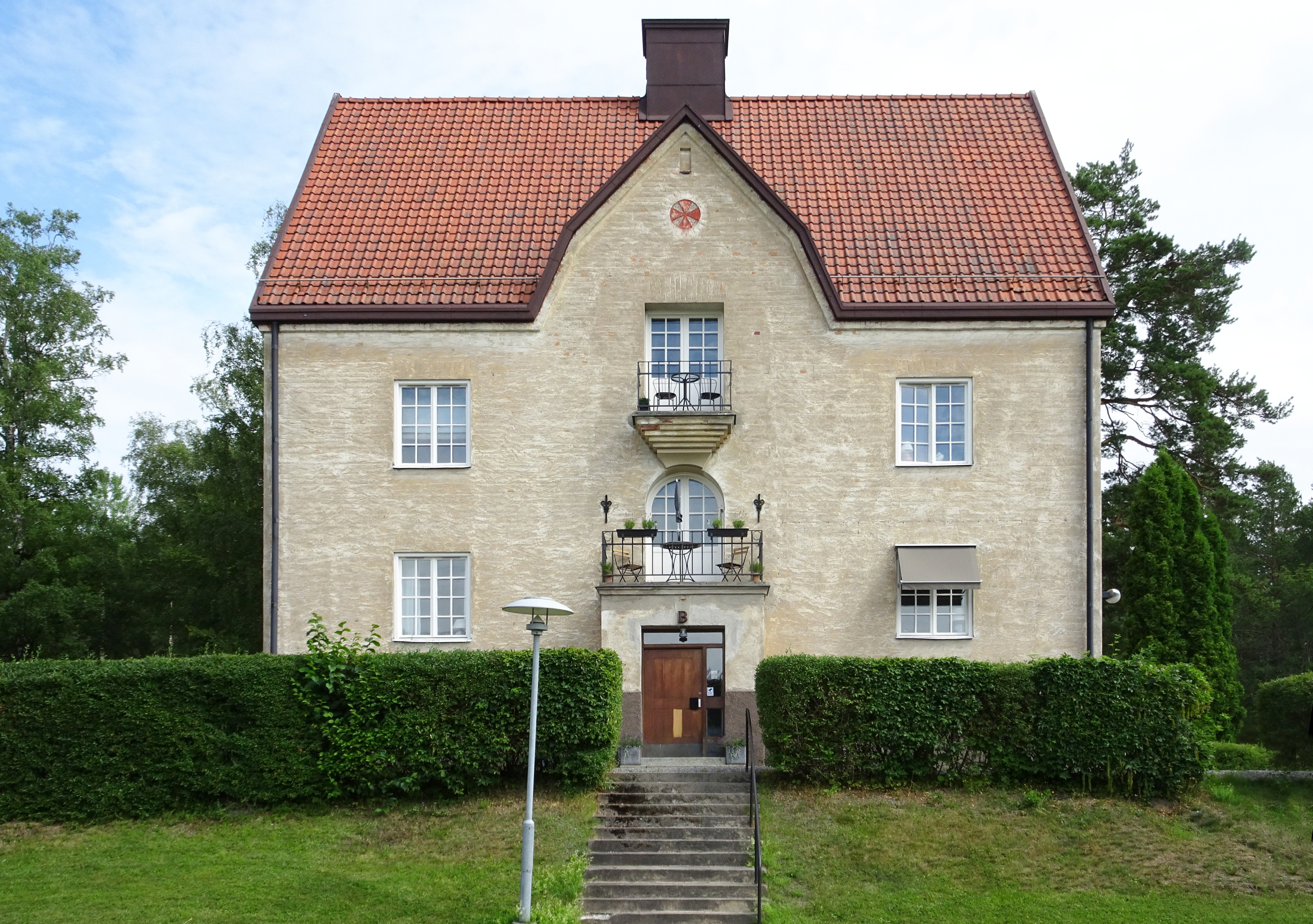
B-huset.
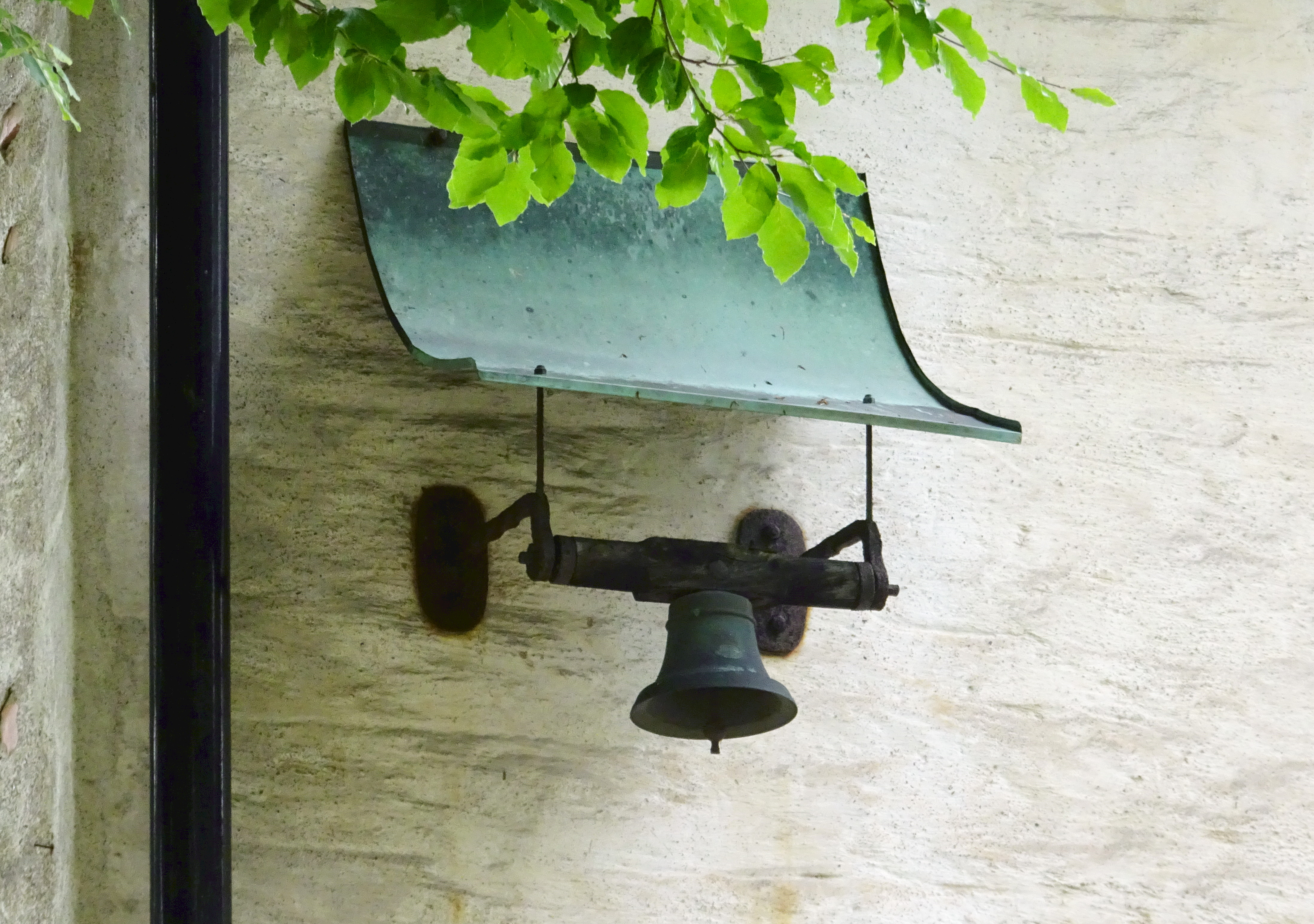
Vällingklockan på L-huset.
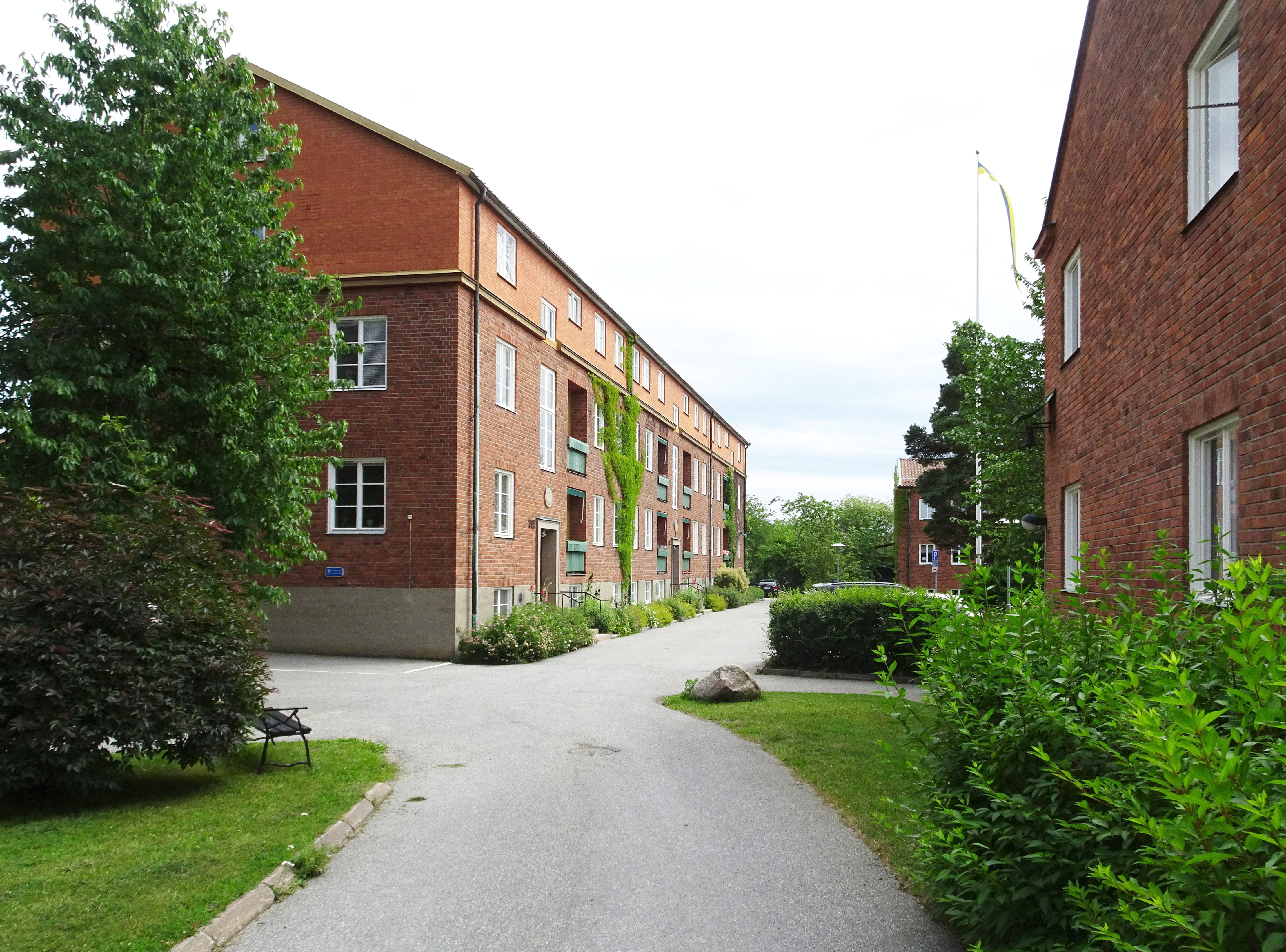
Tegelhusen från 1950-talet.